# Олсуфьев, Юрий Александрович
Граф Юрий Александрович Олсуфьев (28 октября 1878, Санкт-Петербург — 14 марта 1938, Москва) — русский искусствовед, реставратор, внук графа В. Д. Олсуфьева.

## Биография
Из графской ветви рода Олсуфьевых. Родился в семье генерал-адъютанта и гофмаршала, начальника канцелярии императорской главной квартиры Александра III А. В. Олсуфьева; мать — Екатерина Львовна, урождённая Соллогуб (1847—1902).
Окончил юридический факультет Санкт-Петербургского университета. Затем два года продолжал заниматься в нём, на филологическом факультете. Посвятил себя искусствоведению; в период 1900—1909 годов посетил наиболее значительные российские и большинство крупных европейских музеев. Вошёл в Общество защиты и сохранения в России памятников искусства и старины, был председателем Тульского отделения Общества, членом Тульской губернской учёной архивной комиссии. В 1912—1914 годах издал шеститомник «Памятники искусства Тульской губернии». Состоял в Московском археологическом институте.
После женитьбы в 1902 году на Софье Владимировне Глебовой (1884—1943), внучке Николая Петровича Трубецкого, он поселился в своём имении Буйцы, где жил до 5 марта 1917 года. Здесь он организовал детский приют для сорока девочек-сирот. В 1916 — начале 1917 года руководил постройкой храма-памятника Сергия Радонежского на Куликовом поле, который возводился на земле, которую пожертвовали его родители.
Вскоре после февральской революции 1917 года Ю. А. Олсуфьев покинул свою усадьбу в Буйцах и отправился с семьёй (жена и сын), сначала в Оптину пустынь к духовнику старцу Анатолию, а потом, с его благословения, — в Сергиев Посад. В Сергиевом Посаде он был заместителем председателя (с сентября 1919 по март 1920 — председателем) Комиссии по охране памятников искусства и старины Троице-Сергиевой лавры, главным хранителем ризницы Лавры. С августа 1920 года Олсуфьев был внештатным экспертом по древнерусской живописи и миниатюре Сергиевского историко-художественного музея, с 1925 — заведующий отделом «Эмали, скань, чернь, финифть, резьба по дереву, металлу и кости», с 1927 — член Правления музея. Ю. А. Олсуфьев — один из основателей научной реставрации икон, в частности, он был одним из руководителей реставрации рублёвской «Троицы». Утверждается, что когда стало известно о вывозе из Лавры мощей Сергия Радонежского, то по благословению патриарха Тихона в конце марта 1920 года Ю. А. Олсуфьев вместе с П. А. Флоренским тайно от всех «сокрыли честную главу Преподобного», которая долгое время хранилась в семье Олсуфьевых.  За время работы в Сергиевом Посаде Олсуфьев опубликовал более двадцати работ, в том числе исследований теоретического характера: «О встречных пробелах» (1925), «Иконописные формы как формулы синтеза» (1926), «Структура пробелов» (1927), «Параллельность и концентричность в древней иконе как признаки диатоксической организованности» (1927).

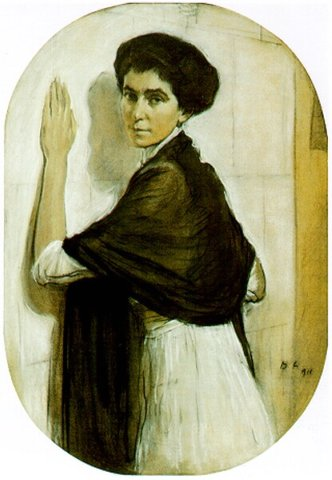
Жена Софья Владимировна, урожденная Глебова. Портрет работы Валентина Серова.

В 1925 году он был обвинён в «контрреволюционной деятельности в целях свержения Советской власти»; два месяца (до 19 марта) находился в Бутырской тюрьме, но был освобождён. Весной 1928 года, после издания книги Ю. А. Олсуфьева и П. А. Флоренского «Амвросий, троицкий резчик XV века» началась травля сотрудников музея; 16 июня Олсуфьев обратился за помощью к Е. П. Пешковой, указывая: «В №3 журнала „Безбожник“ и в № 85 „Комсомольской правды“ были помещены … компрометирующие меня, как советского служащего, сведения: что будто я „пристроился“ в Сергиевском музее, что я „церковный деятель“, что я Иоанниковского подворья и бывшия член Церковного Собора… в одной из газетных статей утверждалось, что и я в числе других лиц принадлежу к черносотенству». После предупреждения о предстоящем аресте он уехал в Москву и работал в центральных государственных реставрационных мастерских, а с 1934 года, после закрытия мастерских, возглавил секцию реставрации древнерусской живописи в Третьяковской галерее. В 1935—1936 гг. в журнале «Советский музей» была напечатана его работа «Вопросы форм древнерусской живописи».
Семья проживала под Москвой, часто меняя место жительства.Перед арестом проживал по адресу: Люберцы, пос. Михельсон, 3-й Полевой проезд, д. 3.
По словам потомка русских эмигрантов князя Ивана Шаховского именно Юрий Олсуфьев, работая в мастерской Грабаря вместо поступившего приказа уничтожить помог сохранить надвратные иконы кремлёвских башен.
В ночь с 23 на 24 января 1938 года был арестован, а 7 марта осуждён тройкой при НКВД по Московской области за «распространение антисоветских слухов». Расстрелян 14 марта 1938 года на Бутовском полигоне.

## Семья
Жена — Софья Владимировна Олсуфьева (3 июня 1884 — 15 марта 1943), художница, график, реставратор; дочь В. П. Глебова. Была фрейлиной императрицы Александры Фёдоровны. С 1934 года работала художником-реставратором в Музее изящных искусств в Москве. Советский актер П. П. Глебов — её племянник (сын родного брата Петра). 
С. В. Олсуфьеву арестовали 1 ноября 1941 года. В заключении была в Свияжском ИТЛ, колонии ИТК-5, расположенной на территории Свияжского Успенского монастыря на острове Свияжск (Татарская АССР).  Вместе с Софьей Владимировной отбывал заключение её родственник В. М. Голицын, который одновременно с ней был арестован в Дмитрове и умер в лагере у неё на руках. Умерла от пеллагры.
- Сын — Михаил Юрьевич Олсуфьев (1903, Тарасково — 1984, Париж). В 1924 году окончил МГУ, эмигрировал сначала в Харбин, затем в Румынию и во Францию. Его жена — Софья Михайловна 1910—1994), дочь протоиерея Михаила Фёдоровича Черткова.
  - Внук — Андрей Михайлович Олсуфьев (1931, Бухарест — 2021), архитектор, занимался реставрацией исторических зданий, художник, акварелист, литограф.